# Hestiv'Òc
 (avril 2019).
Le festival Hestiv’Òc se déroule tous les ans au mois d'août à Pau, en Béarn dans les Pyrénées-Atlantiques. Il met en lumière la culture occitane.
Bien que mettant l'accent sur le Béarn et les cultures pyrénéennes , le festival s’ouvre aussi sur l’autre versant des Pyrénées et les territoires transfrontaliers que sont le Pays basque, la Navarre, l’Aragon et la Catalogne. Il réunit des milliers de festivaliers et plus de 200 artistes originaires de tous ces territoires. La tenue de rigueur est l'emblématique foulard jaune, propre au festival.
L'entrée du festival est gratuite.
Autour des spectacles, un village gourmand réunit restaurateurs et producteurs de la région. Le festival des enfants propose des ateliers de découverte des instruments traditionnels, de danses ou de contes des Pyrénées.

## Histoire

### Hestiv'Òc au fil des ans...
Le festival voit le jour en 2005. Le coup d'envoi de la première édition est donné en présence d'André Labarrère alors maire de Pau, depuis le balcon de la mairie, place Royale.
Le festival trouve vite sa place dans la capitale béarnaise.
En 2010, le festival intègre pour la première fois une programmation cinématographique.
En 2014, les 10 ans du festival sont signe de surprises. 10 surprises exactement comme un nouveau chant lors de la Cantèra d'Ouverture, ou encore un après-midi supplémentaire pour l'Espaci Joenessa. Cette même année, le festival soutien la création du spectacle Pau lo Tiau porté par l9es Menestrèrs Gascons. Enfin, le festival met sur pied le festival « Clap de Lenga », consacré à la production cinématographique et audiovisuelle en occitan à Salies-de-Béarn.
En 2017, le festival abandonne la place Royale pour s'installer au stade Tissié, au pied du Boulevard des Pyrénées. L'événement Hestiv'Òc de Nèu voit le jour pour la première fois au mois de février à Gourette. Au mois de mai, c'est l'opération Accents du Sud à Paris qui se tiendra à La Belleviloise durant 3 jours.
En 2018 et 2019, c'est respectivement La Foire de Pau fait sont Hestiv'Òc au Parc des expositions de Pau et Hestiv'Òc des Gaves à Oloron-Sainte-Marie qui se développeront.
La 16e édition du festival, prévue à Pau du 21 au 23 août 2020, a été annulée à la suite de la crise sanitaire liée à la COVID-19. Les organisateurs l'ont remplacée par une émission en live sur internet et quelques radios locales : Hestiv'Òc fait son Show !.
En août 2025 le festival célèbre ces 20 ans depuis sa création en 2005.

### Parrains du festival
- 2010 : Marcel Amont, Gilbert Duclos-Lassalle
- 2011 : Pierre Salles
- 2012 : François Moncla, Philippe Chaffanjon, Tony Estanguet
- 2013 : Pierre Guillaume
- 2014 : Isabelle Ithurburu, Christophe Hondelatte
- 2015 : David Hushion, Sent Pançard
- 2018 : Michel Feltin-Palas
- 2019 : Encarnita Borrego, Paco Laulhé[12].

### Couleurs du festival
Les couleurs du festival Hestiv’Òc sont le jaune, le rouge et le blanc :
- le jaune étant également la couleur du foulard ;
- le jaune et rouge étant également les couleurs du Béarn et de l'Occitanie ;
- le blanc étant à l'origine la couleur du haut porté par les festivaliers (chemise blanche parfois noire).

## Lacantèrad'ouverture
La cantèra fait partie du patrimoine du Béarn. Cette pratique est inscrite à l'Inventaire du patrimoine culturel immatériel en France, depuis 2009.

### Déroulé
À chaque édition, la cantèra d’ouverture est un moment clé du festival, attirant plusieurs milliers de festivaliers. Il se compose de quatre chants, du discours en lenga nosta et de parrains.

### Les chants de lacantèrad'ouverture
Les chants de la cantèra d'ouverture sont :
- le Bèth Cèu de Pau, un chant en hommage au beau ciel de Pau, dont l'auteur est Charles Darrichon dans les années 1880[15] ;
- De cap tà l'immortèla, chant du groupe Nadau. C'est une ode à la liberté, à l'amour de son pays ; l’immortèla est le nom occitan de l'Edelweiss ;
- Aqueras Montanhas, hymne occitan. Appelé Se canti ou Se canto, ce chant parle de deux amants, coincés de chaque côté des Pyrénées. Mais un jour, les Pyrénées s'abaisseront. Son auteur serait Gaston Fébus (1331 - 1391), comte de Foix et vicomte de Béarn ;
- la Sobirana, un hymne à la langue occitane, porté par le groupe Los Pagalhós et écrit par Pierre Salles.

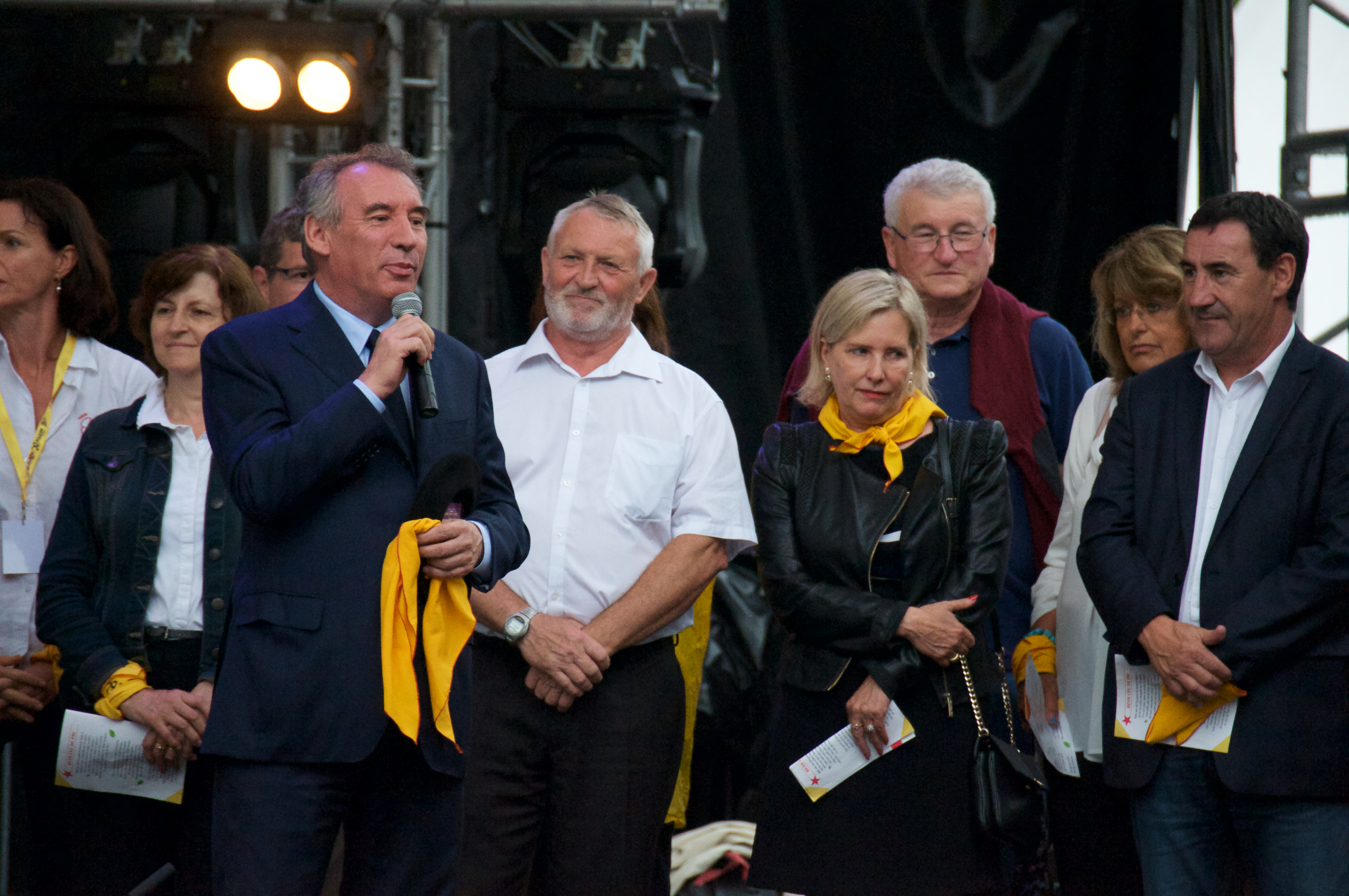
François Bayrou lors de l'ouverture 2017 du festival Hestiv'Òc.

Pour clore la cérémonie d’ouverture, un béret brodé du logo du festival est lancé depuis la scène. Ainsi, c'est le maire de Pau, François Bayrou, qui a ouvert officiellement le festival Hestiv'Òc en lançant le béret lors de l'édition 2018.

## Fréquentation
35 000 personnes assistent chaque année à ce festival depuis 2005.
Pour la seule Cantèra d'Ouverture, ce sont plus de 6 000 personnes qui se massent tous les ans devant la Grande Scène pour entonner les 4 chants traditionnels.

## Galerie

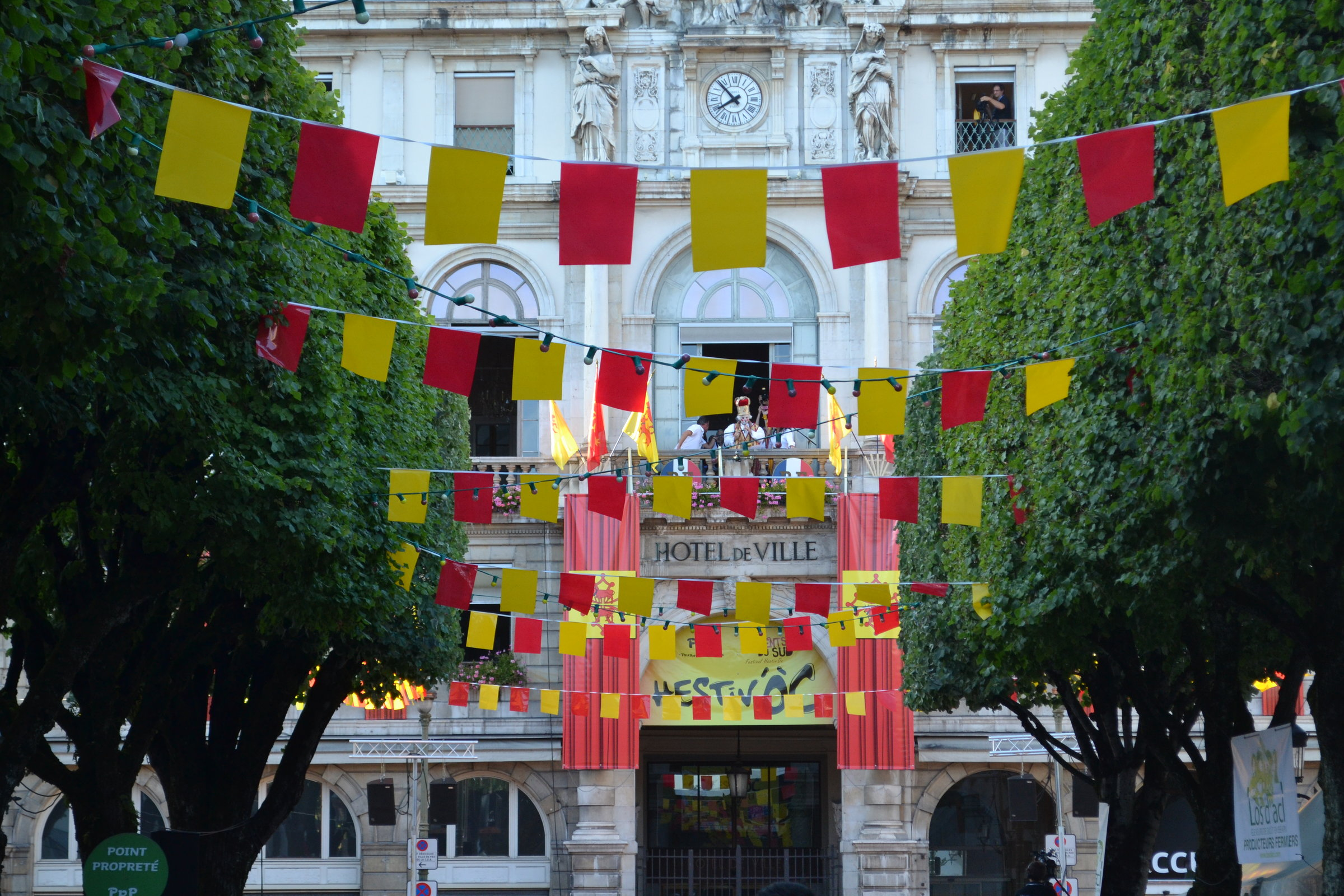
Hestiv'Òc 2015
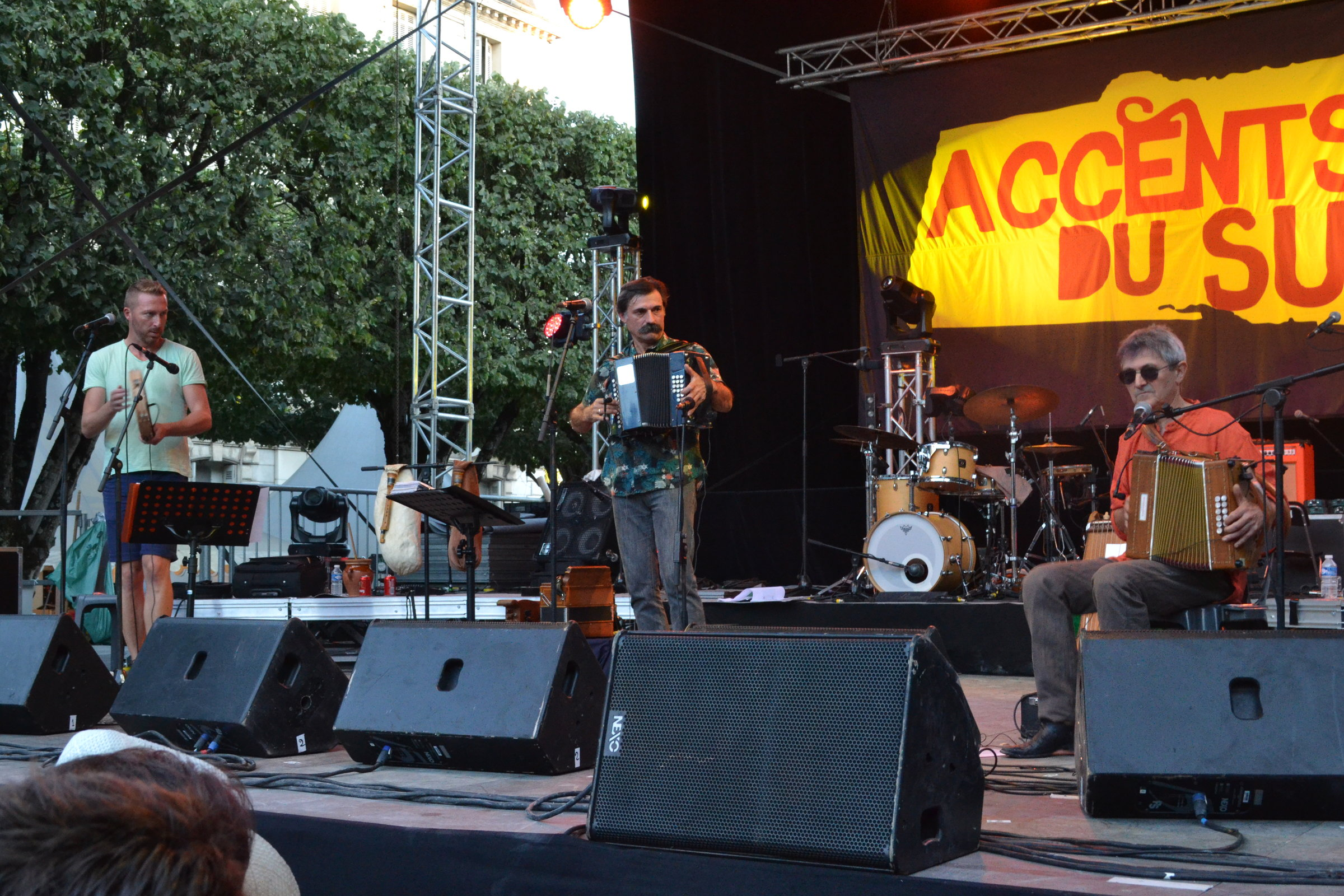
Hestiv'Òc 2015
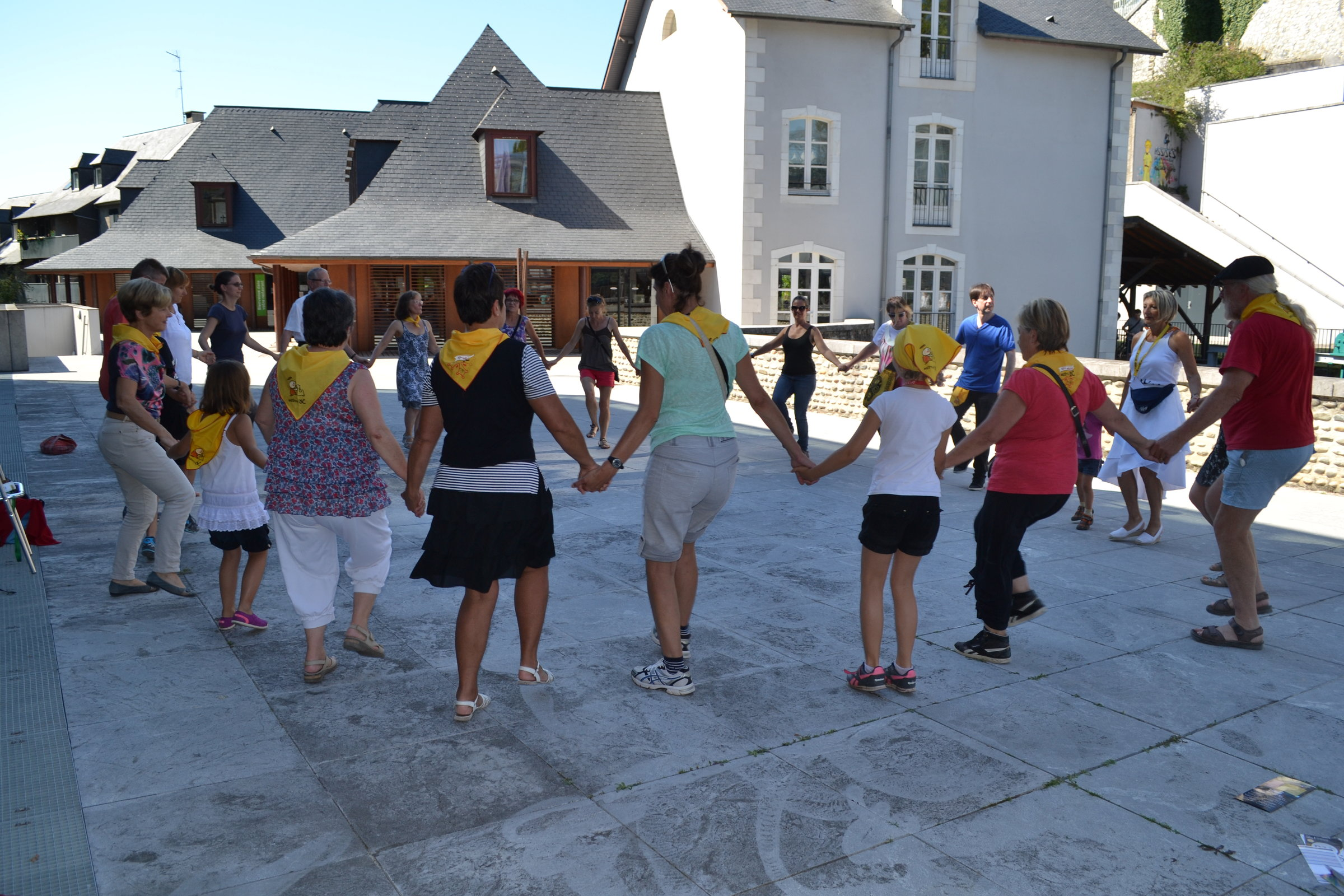
Danse traditionnelle
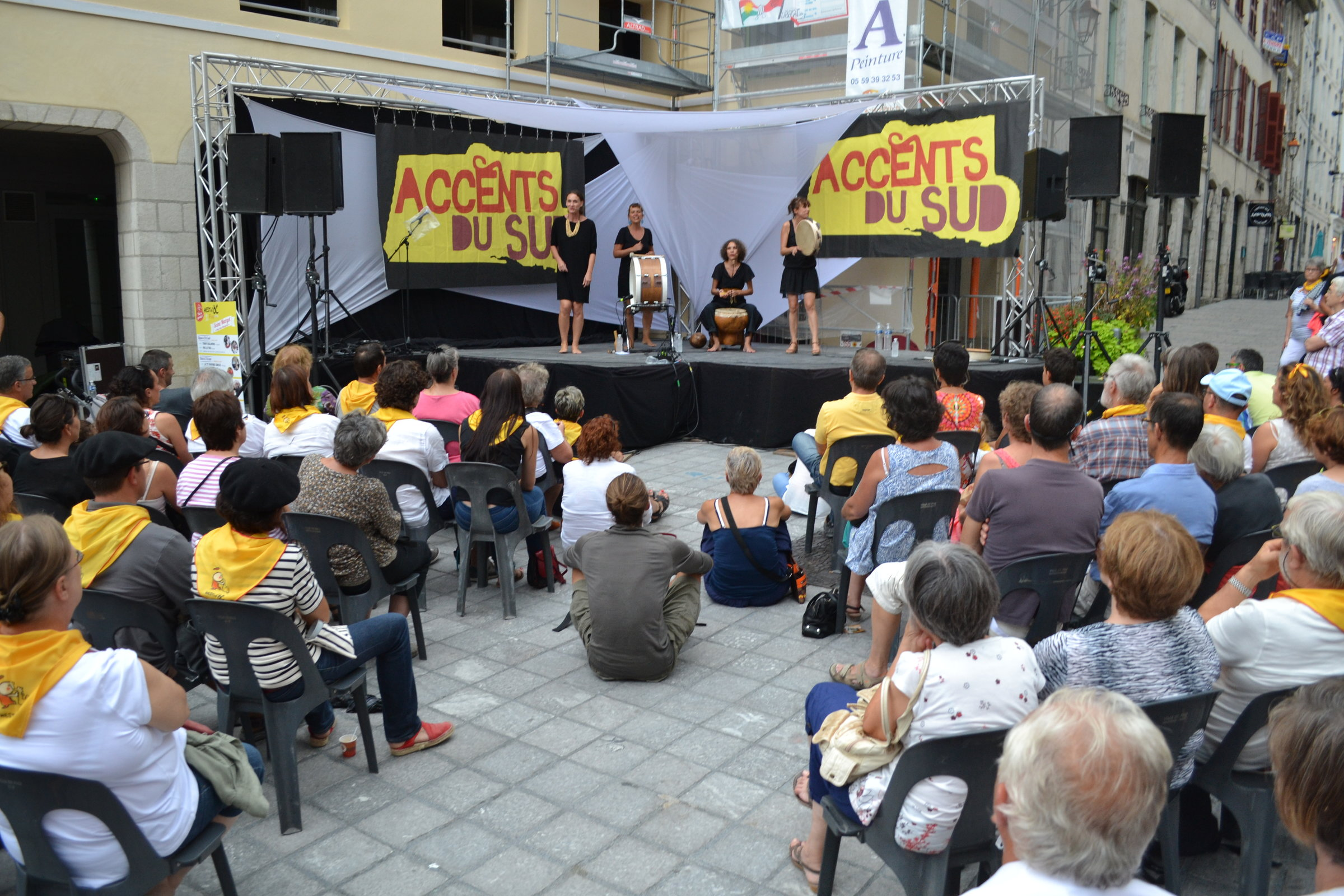
Concert de rue
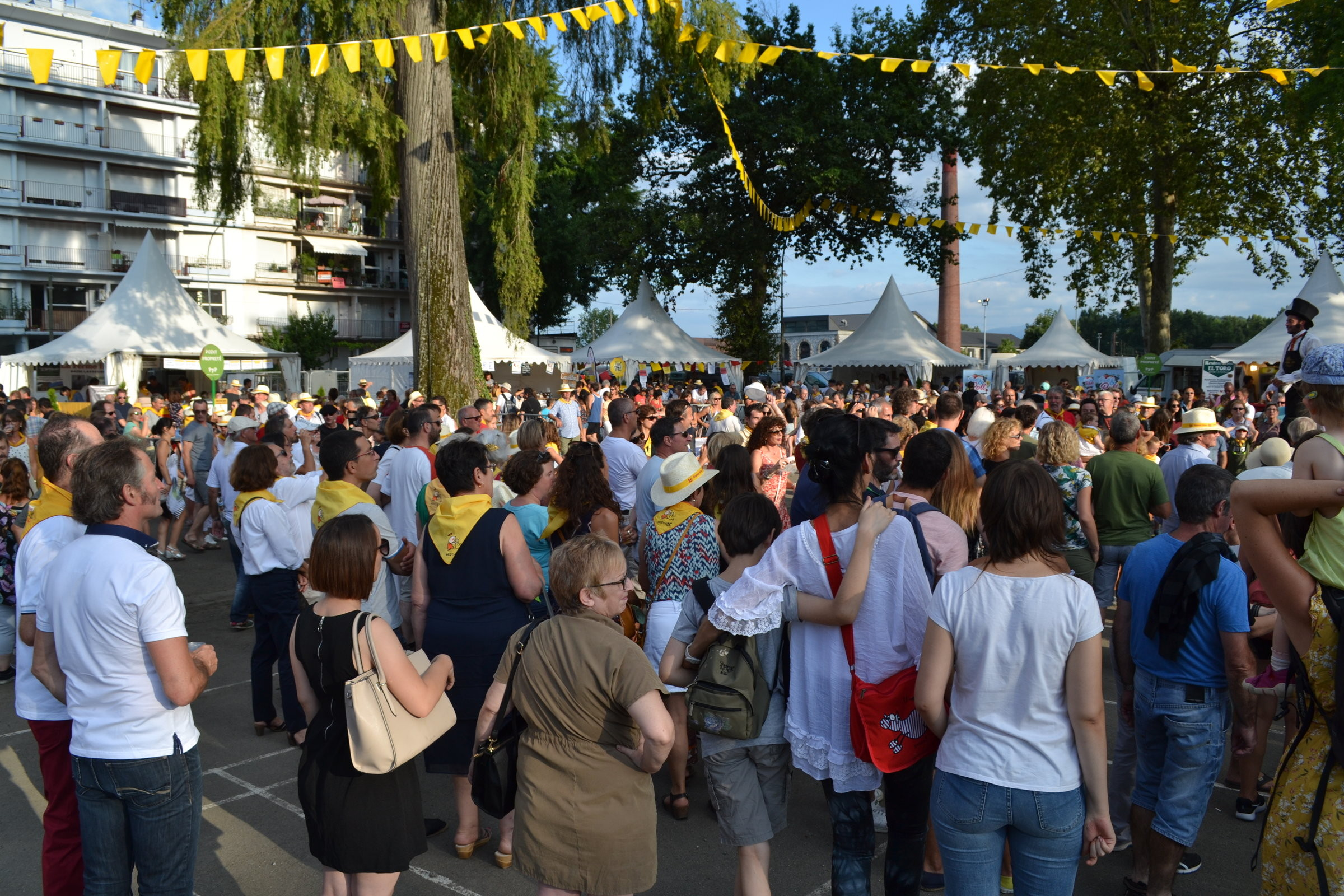
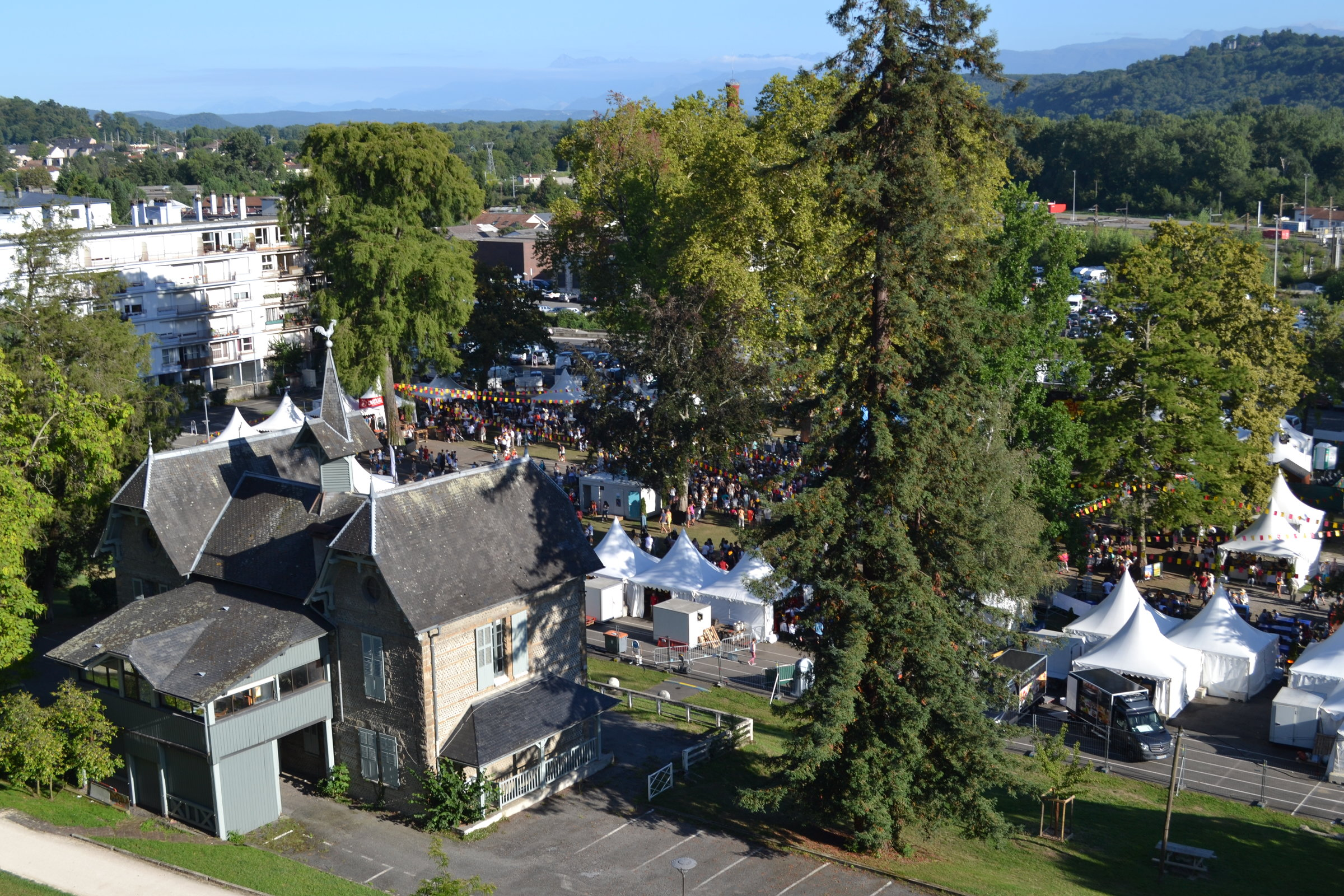

## Identité visuelle

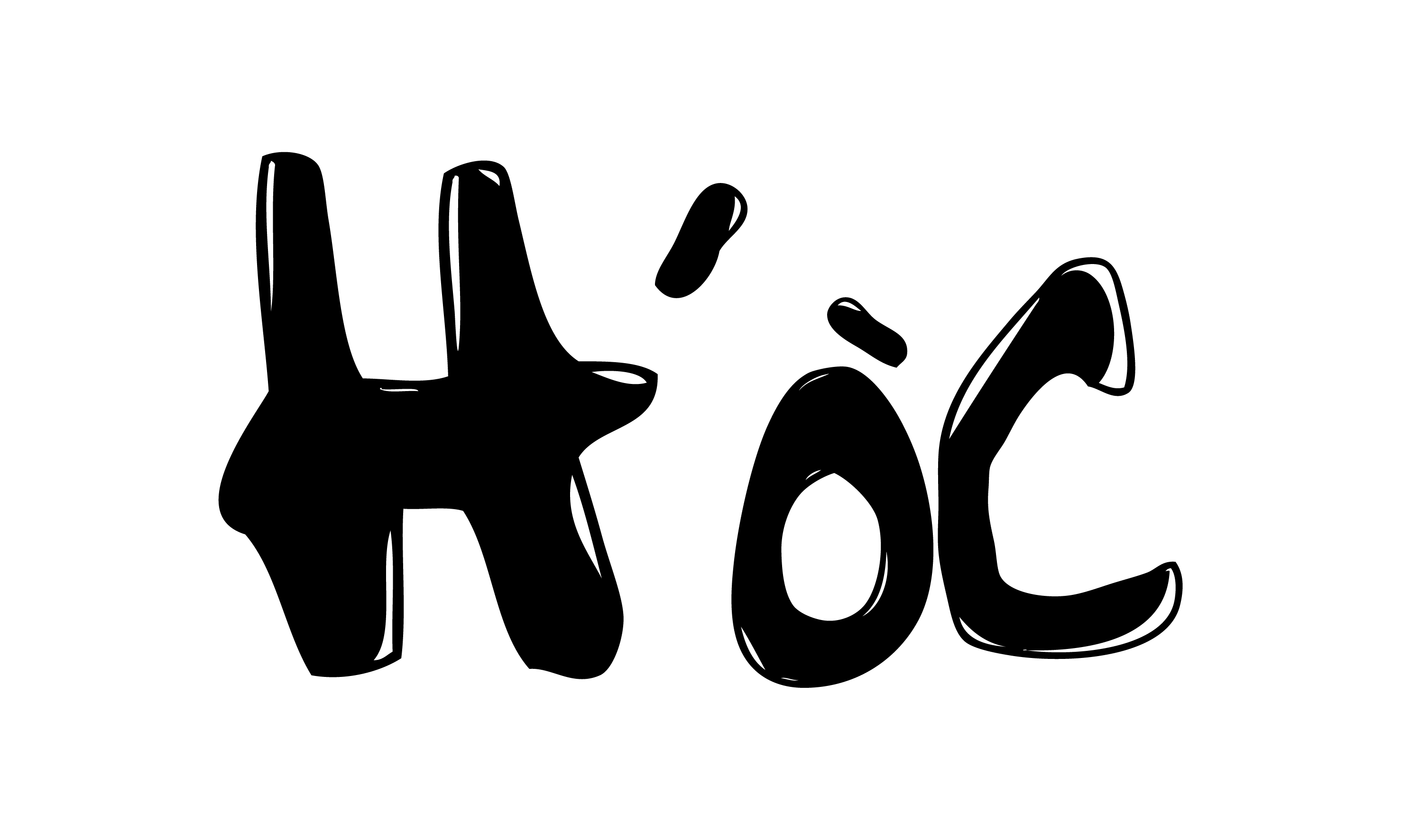
Ancien logo du festival (version minimisée).